# Sigmar Polke
Sigmar Polke, né le 13 février 1941 à Oels (Silésie), maintenant Oleśnica (Pologne) et mort le 11 juin 2010 à Cologne, est un artiste allemand contemporain qui a pratiqué essentiellement la peinture en faisant constamment l'analyse critique, dans ses aspects matériels et esthétiques autant que dans ses finalités culturelles. Mais son œuvre multiforme comporte entre autres la photographie, le cinéma, les installations et performances.

## Vie et démarche
La famille de Polke a fui la République démocratique allemande en 1953. À son arrivée en Allemagne de l'Ouest, à Wittich, Sigmar Polke a commencé à passer du temps dans les galeries et les musées tout en travaillant comme apprenti dans une fabrique de vitraux appelée Düsseldorf Kaiserwerth, avant d'intégrer l'Académie des beaux-arts de Düsseldorf à 20 ans. Là, il a fait des peintures qui incorporent des photographies sur la toile. À la remise des diplômes en 1968, il a publié un carton de 14 photographies faites avec un appareil-photo emprunté signifiant ses “sculptures de dessus de table” et ses performances. Pendant les quatre années suivantes, il a fait des milliers de photographies qui n'ont jamais été imprimées et plusieurs films jamais édités, pour des raisons financières. Autodidacte en photographie, Polke a fait avec l'aide de chimistes des expériences avec des produits chimiques, incorporant des erreurs et des éléments de hasard dans son travail fini.
Avec ses condisciples Gerhard Richter et Konrad Lueg, il a lancé à Kunstakademie un courant appelé le "Réalisme capitaliste". C'est un anti-style de l'art, s'appropriant la sténographie imagée de la publicité. Ce réalisme se rapportait au modèle de réalisme artistique connu sous le nom de « Réalisme socialiste soviétique », donc la doctrine officielle d'art de l'Union soviétique, mais il a également commenté l'art de l'incitation à la consommation, « doctrine » du capitalisme occidental.  
Le côté anarchique du travail de Polke a été en grande partie guidée par son approche critique paradoxale de l'histoire, des valeurs de la société occidentale, mais aussi du rapport que nous entretenons avec le temps, et son œuvre reste encore largement énigmatique tout en étant éminemment stimulante, « un champ de bataille où s'affrontent matières et sujets dangereux » pour reprendre la formule de Bernard Marcadé. Son irrévérence à l'égard des techniques traditionnelles de peinture et des matériaux, son plaisir à l'expérimentation et à se jouer des styles personnels (anciennes « marques de fabrique » qui permettaient d'identifier chaque artiste) comme des styles - figuration, abstraction, Expressionnisme, Romantisme... - ou des différents statuts de l'image - expressive, publicitaire, documentaire, ready-made... - toutes ces attitudes qui caractérisent sa démarche d'artiste ont établi sa réputation maintenant respectée de révolutionnaire visuel.
La peinture intitulée Paganini qui manifeste, mais comme un rébus peut le faire, la « difficulté de se défaire des démons du nazisme »,  est typique de la tendance de Polke à accumuler différents moyens plastiques sur une unique toile, mais en restant dans le domaine bidimensionnel, sans en faire jamais une œuvre multimédia. Polke combine souvent les laques, les matériaux de ménage, les couleurs thermo-sensibles, la peinture, les colorants, ainsi que des couleurs aujourd'hui retirées du marché pour cause de toxicité, mais aussi des mixtures à base d'aluminium, de fer, de potassium, de cire à cacheter, ou  ses propres photographies. Plusieurs de ces matériaux se retrouvent ensemble souvent dans une seule pièce au point de mettre en péril la conservation de l'œuvre. 
Le support traditionnel est souvent abandonné au profit de la toile à motifs imprimés. Il en assemble parfois plusieurs morceaux et cela peut constituer le l'essentiel et la raison d'être de l'œuvre : ce qui est habituellement caché apparait au grand jour. Il utilise aussi des voiles synthétiques transparents qui laissent visibles le châssis. Cette méthode révèle encore la démarche de l'artiste qui, sans jamais être démonstratif mais avec humour, se plait à révéler l'« envers du décor », et nous inviter à interroger le visible, ne pas évacuer ce qui le sous-tend. Des fragments de "récits" complexes utilisent souvent le médium photographique, ou la copie d'écran, mais manipulé au point que l'image est partiellement détruite rendue à une matière plus ou moins informe, et pourtant transposée en peinture bien souvent avec le plus grand soin. Ce récit fragmentaire est souvent implicite dans l'image multicouche, donnant l'effet de la projection d'hallucinations ou d'images de rêve sur une série de voiles superposés. mais l'« image » peut aussi n'apparaître que s'il y a un observateur pour la « réchauffer » avec une lampe électrique. Ou encore, c'est en travaillant des deux côtés de la toile en misant sur la transmigration lente du travail réalisé sur le dos de la toile vers la face. Ou en réalisant une peinture qui se métamorphose dans la lumière changeante de Venise, du matin au soir. Ici le temps nous est donné à voir comme un co-réalisateur de l'œuvre.
Polke a fait une série de voyages à travers le monde pendant les années 1970, dont il manipule les photographies au Pakistan, à Paris, à New York, en Afghanistan et au Brésil. Ces photographies font partie intégrante de son œuvre.
Enseignant : Il a également enseigné par intermittence en Allemagne de 1970 à 1978. Il s'est alors installé à Cologne, où il continua à vivre et travailler.
En 2010, Sigmar Polke obtient le Prix Haftmann, récompense artistique la plus richement dotée en Europe (150 000 Francs suisses, soit 120 000 €), décerné par la Fondation Roswitha Haftmann, une fondation suisse, à un « artiste vivant ayant produit une œuvre de première importance. »
Sigmar Polke est mort à l'âge de 69 ans, le 11 juin 2010.
- Citation :

« Tout évènement, plastique ou même historique, peut se retourner contre lui-même, au point de signifier le contraire exact de ce qu'il était censé primitivement exprimer. »

## Courte chronologie
- 1941 : Naissance à Oels, Silésie, Allemagne
- 1945 : Sa famille fuit en Thuringe, qui fera partie de l'Allemagne de l'Est lors de la création de l'État en 1949
- 1953 : À 12 ans il émigre à Berlin-Ouest en faisant semblant de dormir dans le métro de Berlin. Puis il s'installe à Düsseldorf, Allemagne de l'Ouest où il apprend la peinture sur verre de 1959 à 1961
- 1961-1967 : Étudie à l'Académie des Beaux Arts de Düsseldorf, auprès de Karl Otto Götz et Gerhard Hoehme[10]. Joseph Beuys y est alors enseignant, mais interdit à ses élèves de peindre[11]. Le groupe Fluxus y est alors très actif.
- 1963 : Fonde Kapitalistischen Realismus (Réalisme capitaliste) un mouvement artistique avec Gerhard Richter et Konrad Lueg (Konrad Fischer) ; Demonstrative Ausstellung, exposition à Düsseldorf avec Kuttner, Lueg (Konrad Fischer) et Richter
- 1964 : Neodada Pop Decollage Kapitalistischer Realismus, galerie René Block, Berlin ; primé auxYoung Germans award à Baden-Baden avec Klaus Geldmacher et Dieter Krieg
- 1975 : Récompensé dans la catégorie peinture à la 13e Biennale de Sao Paulo
- 1980 : Voyage en Australie et en Nouvelle-Guinée, au contact des Aborigènes
- 1986 : Récompensé par un Lion d'or de peinture à la 42e Biennale de Venise
- 1988 : Lauréat du Bade-Wurtemberg International Prize for Painting
- 1977 - 1991: Professeur à l'Académie des Beaux-Arts Hambourg
- 1995 : Carnegie Award[N 3] au Carnegie International, Pittsburgh, Pennsylvanie
- 1998 : International Center of Photography : Infinity Award for Art ; P.S. 1 Contemporary Art Center, New York
- 2002 : Praemium Imperiale décerné par l'association d'art du Japon.

## Œuvres
- Kathreiners Morgenlatte, 1969-79, techniques mixtes sur toile et tissu, 235 x 305 cm, musée Guggenheim de Bilbao[12]
- Sans titre, 1979, techniques mixtes sur toile, 130,5 x 110,5 cm, Musée d'art de Toulon. L'œuvre représente une jeune femme attrapée par deux policiers. La toile est, entre autres, percée de dizaines d'épingles à nourrice.
- Cameleonardo da Willich, 1979, acrylique sur coton, 110,5 x 205 cm, musée national d'art moderne, Paris
- Paganini, 1982, acrylique sur tissu, Thomas Ammann Collection, Zurich
- Watchtower, 1984, acrylique sur tissu, Museum of Modern Art, New York
- Ein Bild sollte nicht grösser als ein Bett, 1985, acrylique sur toile de matelas, 180 x 148,5 cm, collection FRAC Bourgogne[13] inventaire 9850061.
- Jeux d'enfants, 1988, peinture acrylique sur tissu synthétique, 255 x 300 cm, musée national d'art moderne, Paris
- Flüchtende, 1992, Carré d'art à Nîmes
- Lapis Lazuli II, 1994, Carré d'art à Nîmes
- On donne du grain aux poules, 2005, Acrylique sur toile préparée, 250 x 250 x 2 cm, musée de Grenoble

- Zurich, Grossmünster, vitraux en lames d'agate 2009[14]

## Expositions (sélection)
- 7 juillet - 9 octobre 1994 : Sigmar Polke, Carré d'art, Musée d'art contemporain, Nîmes

puis 20 octobre 1994 - 15 janvier 1995 IVAM, Centro Julio Gonzalez, Valence.
- 13 octobre - 8 décembre 1996 : Sigmar Polke. Transit, Staatliches Museum, Schwerin[16].
- 2001 : Sigmar Polke et la Révolution française, Musée de la Révolution française, Vizille.
- 9 novembre 2013 - 2 février 2014 : Sigmar Polke, Musée de Grenoble[17],[18],[19].
- 17 avril- 6 novembre 2016 : Sigmar Polke, Palazzo Grassi - François Pinault Foundation, Venise.
- 4 novembre 2018 - 10 mars 2019 : Sigmar Polke and the 1970s Museum für Gegenwartskunst, Siegen.
- 13 septembre - 22 décembre 2019 : Les infamies photographiques de Sigmar Polke, Le Bal, Paris[20].
- 1er mars - 26 octobre 2025 : Sigmar Polke, sous les pavés la terre, Fondation Vincent Van Gogh, Arles